# تپه قره داغ
تپه قره داغ مربوط به دوره اشکانیان - دوره ساسانیان - سده‌های اولیه دوران‌های تاریخی پس از اسلام است و در شهرستان نیر، بخش مرکزی، دهستان رضا قلی خان قشلاقی، روستای رضا قلی خان قشلاقی واقع شده و این اثر در تاریخ ۱۸ اسفند ۱۳۸۷ با شمارهٔ ثبت ۲۴۹۴۴ به‌عنوان یکی از آثار ملی ایران به ثبت رسیده است.